# Елевтерий Византийски
Елевтерий (на гръцки: Ελευθέριος; на латински: Eleutherius) е от 129 до 136 г. епископ на Византион по време на упрвлението на император Адриан. За него няма много сведения. Последван е от Феликс.